# Lizzie Caswall Smith
Pour les articles homonymes, voir Caswall et Smith.
Lizzie Caswall Smith, née en 1870 et morte en 1958, est une photographe britannique du début du XXe siècle spécialisée dans les portraits en studio de célébrités et gens de la haute société.

## Biographie
Lizzie Caswall Smith a un frère photographe, John Caswall Smith. Elle apprend probablement la photo à ses côtés. À la mort de celui-ci en 1902, elle hérite de son studio,.
Elle est associée au mouvement pour le droit de vote des femmes et a photographié de nombreuses suffragettes, dont Flora Drummond, Millicent Fawcett et Christabel Pankhurst. Elle a également photographié des acteurs tels que Henry Ainley (en), Camille Clifford, Sydney Valentine (en), Billie Burke et Maude Fealy.
Elle dirige le Gainsborough Studio au 309 Oxford Street  de 1907 à 1920, date à laquelle elle déménage au 90 Great Russell Street où elle reste jusqu'à sa retraite en 1930 à l'âge de 60 ans. Elle expose à la Royal Photographic Society en 1902 et 1913, et ses copies platinotypes sépia de photographies de Peter Llewelyn Davies, Michael Llewelyn Davies et J.M. Barrie font partie de la collection de la National Portrait Gallery.
Le 19 novembre 2008, une rare photographie en noir et blanc de Florence Nightingale prise en 1910 par Lizzie Caswall Smith est vendue aux enchères par la maison de vente Dreweatts à Newbury, dans le Berkshire (Angleterre), pour 5 500 £. Au dos de la photographie, Caswall Smith avait noté au crayon, :
« Florence Nightingale taken just before she died/House nr Park Lane [London]/The only photograph I ever took out of studio – I shall never forget the experience. »
« Florence Nightingale prise juste avant sa mort, House près de Park Lane (Londres). La seule photographie que j'aie jamais prise hors du studio - je n'oublierai jamais l'expérience »